# Theobroma mammosum
Theobroma mammosum es una especie de árbol en la familia de las malvas.

## Descripción
Es una planta C3 fotosintética. Sus árboles alcanzan un tamaño aproximado de 7- 35 m de alto. Sus hojas son simples, alternas, de 7-25 x 3-10 cm, oblongo-elípticas, angostamente elípticas u oblanceoladas, márgenes enteros o levemente sinuados. Flores con pedicelos de 0.3-0.8 cm; cáliz de aproximadamente 1 cm; pétalos rojos de 1.5-1.8 cm, rojos. Sus frutos son bayas de 18-20 cm, cilíndrico-oblongas. Sus periodos de floración son observados en septiembre, mientras que sus frutos se ven en junio.[cita requerida]

## Taxonomía
Etimología
Theobroma: palabra que deriva del griego (theo = Dios y broma = alimento) que significa alimento de los dioses. 
mammosum: epíteto de la especie recibe el nombre debido a que el ápice del fruto tiene forma de un “pecho de mujer”.

## Distribución y hábitat
Especie originaria de Brasil. Esta familia incluye especies principalmente tropicales, caracterizadas por los principios estimulantes contenidos en las semillas. La diversidad de las poblaciones de cacao es debida principalmente a cruzamientos y es determinada por factores de autocompatibilidad. Bosque húmedo y muy húmedo.[cita requerida]

## Importancia económica y cultural

### Farmacología
Se ha usado en muchos estudios para observar el mecanismo fisiológico de resistencia del cacao al ataque del hongo Ceratocystis fimbriata. Son ricos en compuestos fenólicos totales y otro-dihidroxifenoles en el epicarpio de los frutos jóvenes.